# Октябрський (Октябрський район, Волгоградська область)
Октябрський (рос. Октябрьский) — робітниче селище у Октябрському районі Волгоградської області Російської Федерації. Адміністративний центр району.
Населення становить 5661  особу. Входить до складу муніципального утворення Октябрське міське поселення.

## Історія
Населений пункт розташований у межах українського історичного та культурного регіону Жовтий Клин.
Селище міського типу засноване 1897 року.
Згідно із законом від 15 грудня 2004 року № 968-ОД  органом місцевого самоврядування є Октябрське міське поселення.

## Населення
| 1959  | 2002  | 2009  | 2010  | 2012  | 2013  | 2014  |
| ----- | ----- | ----- | ----- | ----- | ----- | ----- |
| 5397  | ↗6863 | ↘5990 | ↗6157 | ↘6117 | ↘6093 | ↘6040 |
| 2015  | 2016  | 2017  | 2018  | 2019  |       |       |
| ↘5950 | ↘5900 | ↘5854 | ↘5776 | ↘5661 |       |       |